# Paradoxophyla palmata
Paradoxophyla palmata is een kikker uit de familie smalbekkikkers (Microhylidae). De soort werd voor het eerst wetenschappelijk beschreven door Jean Marius René Guibé in 1974. De soort behoort tot het geslacht Paradoxophyla.

## Leefgebied
De kikker is endemisch in Madagaskar. De soort komt voor in het oosten van het eiland en leeft in de subtropische bossen van Madagaskar op een hoogte van tot de 950 meter boven zeeniveau.

## Synoniemen
- Microhyla palmata Guibé, 1974